# Cantó de Saint-Laurent-du-Pont
El cantó de Saint-Laurent-du-Pont  és un cantó francès del departament de la Isèra, situat al districte de Grenoble. Té 7 municipis i el cap és Saint-Laurent-du-Pont.

## Municipis
- Entre-deux-Guiers
- Miribel-les-Échelles
- Saint-Christophe-sur-Guiers
- Saint-Joseph-de-Rivière
- Saint-Laurent-du-Pont
- Saint-Pierre-de-Chartreuse
- Saint-Pierre-d'Entremont

## Història
| Data d'elecció                           | Identitat             | Partit        | Qualitat |
| ---------------------------------------- | --------------------- | ------------- | -------- |
| 1945-1964                                | M. Villard            | Divers droite |          |
| 1964-1988                                | Pierre Perrin         | Divers droite |          |
| 1988-                                    | Jacques Pichon-Martin | Divers droite |          |
| les dades anteriors no són pas conegudes |                       |               |          |
|                                          |                       |               |          |

| 1962  | 1968  | 1975  | 1982  | 1990  | 1999   | 2007   |
| ----- | ----- | ----- | ----- | ----- | ------ | ------ |
| 7.958 | 8.620 | 8.488 | 9.370 | 9.814 | 10.336 | 11.261 |